# برج چیس اکلاهما
برج چیس اکلاهما، (به انگلیسی: Chase Tower) آسمان‌خراش ۳۶ طبقه به ارتفاع ۱۵۰ متر، با کاربری اداری-تجاری است، که در شهر اکلاهما سیتی، اکلاهما، ایالات متحده آمریکا مستقر می‌باشد. پروژه ساخت این ساختمان در سال ۱۹۶۷ آغاز شد و در سال ۱۹۷۱ تکمیل و افتتاح گردید. شعبه مرکزی بانک چیس ایالت اکلاهما در این ساختمان مستقر می‌باشد.

## نگارخانه

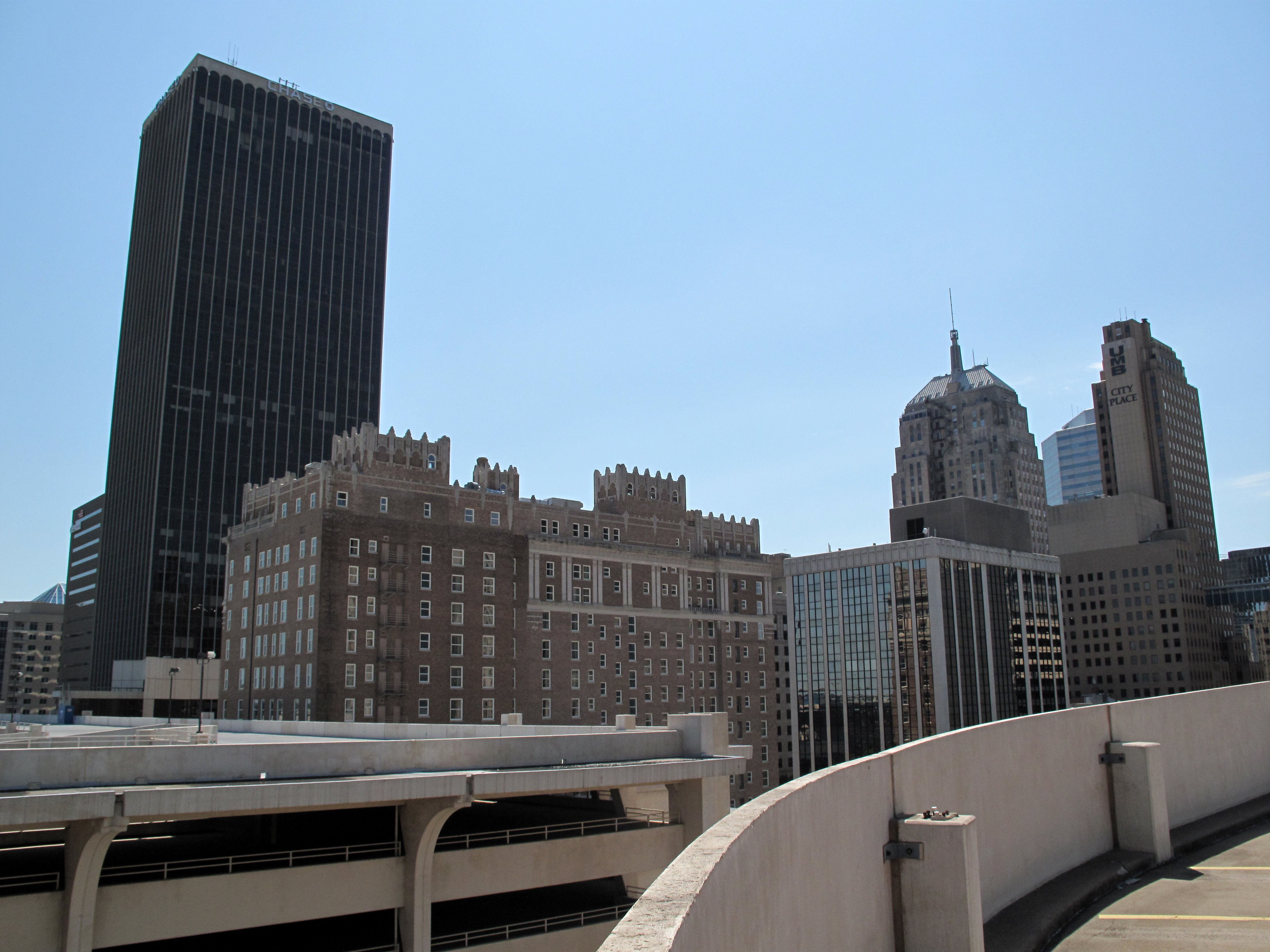
Chase Tower with Skirvin hotel and City Place Tower August 2009
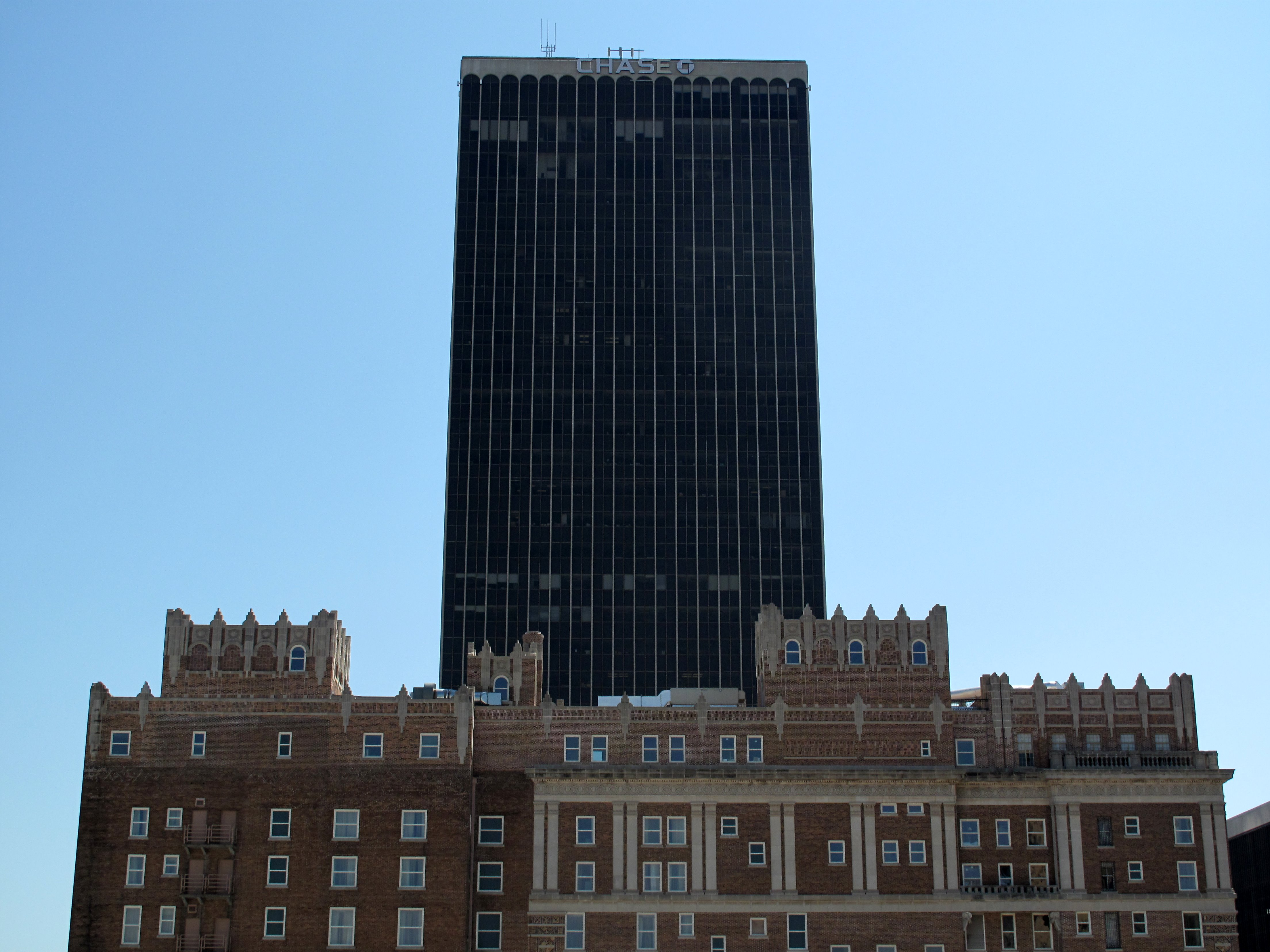
Chase Tower with Skirvin hotel in foreground August 2009